# ITF Future Tulsa
Die Tulsa Pro Championships sind ein internationales Herren-Tennisturnier der ITF Future Tour, das jährlich in Tulsa, Oklahoma ausgetragen wird.

## Geschichte
Das Turnier wurde erstmals im Juni 2014 auf dem Gelände des Philcrest Hills Tennis Clubs in Tulsa ausgetragen. Auf dem gleichen Gelände hatte zwischen 1999 und 2011 bereits regelmäßig ein Challenger-Turnier stattgefunden.
Im Juli 2014 wurde im Michael D. Case Tennis Center der University of Tulsa ein weiteres Futures-Turnier zum ersten Mal ausgetragen, das Tulsa Pro Classic.

## Siegerliste

### Einzel
| Jahr | Sieger          | Finalgegner     | Ergebnis      |
| ---- | --------------- | --------------- | ------------- |
| 2014 | Jared Donaldson | Jarmere Jenkins | 4:6, 6:3, 7:5 |

### Doppel
| Jahr | Sieger                      | Finalgegner                 | Ergebnis  |
| ---- | --------------------------- | --------------------------- | --------- |
| 2014 | Dennis Novikov Eric Quigley | Jared Donaldson Fares Gosea | 7:65, 6:3 |